# Max Green
Maxwell Scott Green (Cincinnati, 15 de diciembre de 1984), más conocido como Max Green , es un guitarrista y bajista  estadounidense. Es uno de los fundadores en el año 2004 de la banda de post-hardcore Escape The Fate, banda la cual dejó oficialmente en el 2012. Tiempo después se unió a la banda de post-hardcore The Natural Born Killers, como vocalista y guitarrista. Actualmente es productor de The Culprit y actualmente es bajista principal de Falling in Reverse

## Biografía

### Vida personal
Nació en Cincinnati, Ohio, se trasladó desde allí cuando estaba en 4º grado a Pahrump, donde vivió durante tres años y medio, más tarde se trasladó a Las Vegas, actualmente reside en Los Ángeles, California. Sus bandas e influencias son Papa Roach, Nirvana, Poison, Cannibal Corpse (en el video Situations Max aparece con una camiseta de este), Metallica, Iron Maiden, Slipknot y Marilyn Manson.
Max desde pequeño empezó  a tocar la guitarra, soñando ser un músico profesional, en su adolescencia comenzó a tocar bajo, inspirado en los álbumes Progress, Resignation y ...And the Battle Begun de la banda RX Bandits, también se destaca en sus voces guturales, las que aprendió al imitar a Spencer Chamberlain (vocalista de Underoath), en el álbum They're Only Chasing Safety.
Max ha tenido bastantes romances, tuvo una novia estable durante muchos años, llamada Saskia López, rompiendo luego de que ésta no se acostumbrara al agitado ritmo de vida que él empezaba a tener, a mediados del 2008. También tuvo una relación intermitente con Ivy Rose Levan, quien ha salido con Davey Havok, Ian Watkins y Roman Dirge, relación la cual quedó en ser sólo amigos, ya que no tenían más futuro como algo más, debido a la fuerte amistad que han construido. después mantuvo una relación con Lexus Amanda de 20 años, estudiante de estilismo y cosmetología. Tras una supuesta traición de Max hacia Lexus a mediados de 2010 la pareja se separó.

## Carrera musical

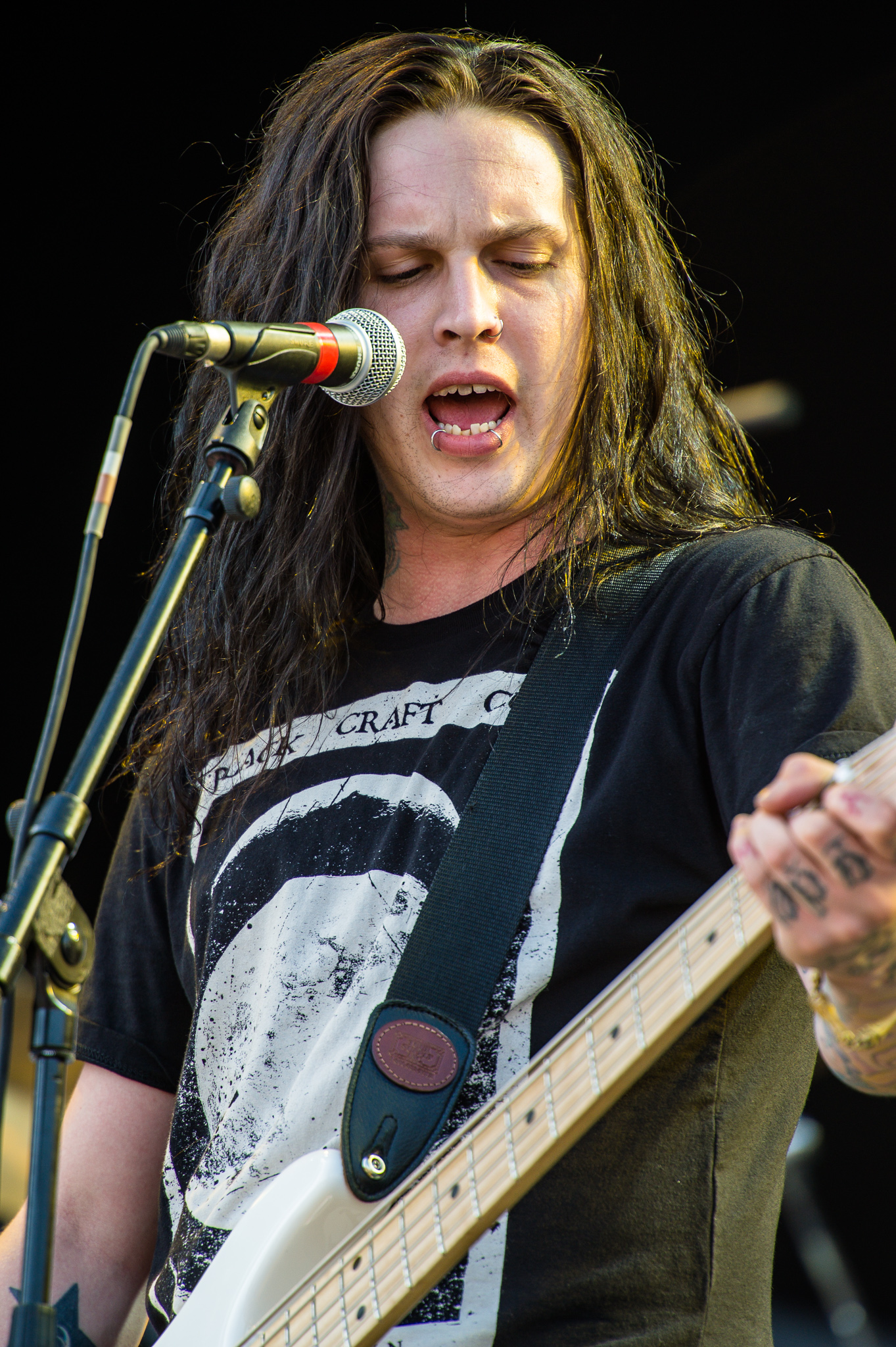
Max Green, Concierto en vivo, Rock in Park 2014

### Inicios
En su adolescencia participó en varias bandas como bajista, a su vez en instrumentación o producción de las bandas The Seventh Plague, Secrets Kept In Suicide y Witness The Folecast. En la secundaria participó en la banda Almost Heroes, al conocer a su amigo Ronnie Radke, formaron la banda "True Story", e incluso llegó a lanzar un demo, pero terminó la banda.

### Escape The Fate (2004-2012)
Max junto con Ronnie Radke y Bryan Money, formaron la banda Escape The Fate, a mediados de 2004, justo un mes ya se ha ganado su lugar en la escena post-hardcore, firmaron con Epitaph Records y lanzado en septiembre de 2006 su primer álbum, Dying Is Your Latest Fashion. Max reclamado en la expulsión de Ronnie Radke que "En primer lugar no pudimos visitar fuera del país, y luego fuera del estado", ya que Ronnie tenía cargos y bajo su libertad condicional no podía salir fuera del país por lo que la banda estaba perdiendo su promoción internacional. Poco después de que el nuevo vocalista Craig Mabbitt la banda lanzó su segundo álbum This War Is Ours, más tarde firman con Interscope Records y lanzan su tercer álbum (homónimo), en noviembre del 2010.
En noviembre del 2010, Max Green dejó temporalmente la banda para entrar a rehabilitación de drogas, la banda tuvo que cancelar sus tours en Europa junto a Bullet For My Valentine. Entre mayo y junio surgió el gran rumor de que Max fue expulsado de la banda, pero aparentemente está fuera por razones desconocidas, volviendo a la banda en agosto del 2011, aunque esto no ocurrió. Thomas "TJ" Bell, ex Guitarrista de Motionless in White ocupó su lugar en vivo y posteriormente de tiempo completo. La expulsión de Green se hizo pública a inicios del 2012.

### The Natural Born Killers (2011-2012)
Antes de su salida de Escape The Fate, Max Green se unió como guitarrista principal y screamer a la banda "The Natural Born Killers", con Clayton Ryan (voz, ex A Smile From The Trenches), Brent Ashley (bajo, actual Wayne Static), Philip Kross (guitarra rítmica, ex Vampires Everywhere) y Farahn Gaiter (batería, In The Name Of). En julio, Gaiter fue expulsado y reemplazado por Kris DK (actual Deadstar Assembly). La banda dará su primer show el 6 de julio en Hollywood, California. En mayo, luego de una discusión entre Max y Clayton, Max fue expulsado de la banda, aunque retornó en pocas semanas, para luego dejarla esta vez a voluntad propia debido a problemas personales poca antes de su primer show en vivo, desde la salida de su EP.

### Violent New Breed (2015-presente)
Actualmente Max formó su propia banda, llamada Violent New Breed junto con Mikey Alfero, en este nuevo proyecto Max se lanzó como vocalista principal y segunda Guitarra, están en negociación con una disquera y pronto habrá noticias de su nuevo álbum.

## Discografía
The Natural Born Killers
- Oblivion (2012)

Escape The Fate
- Dying Is Your Latest Fashion (2006)
- This War Is Ours (2008)
- Escape The Fate (2010)